# Louis Féraud
Louis Féraud (* 13. Februar 1920 in Arles; † 28. Dezember 1999 in Paris) war ein französischer Modeschöpfer und Maler.

## Biografie
1959 eröffnete er seine erste Boutique in Cannes, zu den frühen Kundinnen zählten Kim Novak, Ingrid Bergman und Danielle Mitterrand. Am bekanntesten wurden die Schöpfungen in den 1960er-Jahren bei Brigitte Bardot, welche die Kleider auch in Filmen trug. Louis Féraud veröffentlichte auch zwei Novellen und war als Künstler tätig. 1995 zog sich der an Alzheimer erkrankte Féraud aus dem Atelier zurück und überließ die Geschäfte seiner Tochter Kiki.

## Das Modehaus Féraud
Neben der Haute Couture unter dem Namen Louis Feraud Paris wurden auch Prêt-à-porter Modelle entwickelt, welche die Bezeichnung Louis Feraud trugen. Das Unternehmen nahm bereits an der ersten Haute Couture-Modeschau 1965 teil. Louis Feraud entwarf nicht nur selbst, sondern verpflichtete auch andere unter anderem zwischen 1959 und 1962 Jean-Louis Scherrer und von 1963 bis 1977 Per Spook.
Nachdem die niederländische Secon-Gruppe das Unternehmen übernommen hatte, folgte eine Zeit bei Escada, die Alliance Designers Group übernahm es von einem Finanzinvestor.
Féraud fertigt heute Prêt-à-porter und Couture Kollektionen, Herrenmode und wieder Damenmode. Unter dem Label Féraud Universe werden in beschränktem Rahmen Bettwäsche und Heimbedarf angeboten.